# Эррера, Себастьян (футболист, 1995)
Себастьян Эррера Кардона (исп. Sebastián Herrera Cardona; род. 23 января 1995, Бельо, Антьокия) — колумбийский футболист, защитник клуба «Борац» из Баня-Луки.

## Клубная карьера
Эррера — воспитанник клуба «Депортиво Перейра». 10 августа 2014 года в матче против «Тигреса» он дебютировал в колумбийской Серии B. Летом 2015 года Эррера перешёл в македонские «Работнички». 4 октября в матче против скопьевского «Металлурга» он дебютировал в чемпионате Северной Македонии. 20 февраля 2016 года в поединке против «Младости» из Царев двора Себастьян забил свой первый гол за «Работнички». 
Летом 2020 года Эррера перешёл в венгерский МТК. 14 августа в матче против «Ференцвароша» он дебютировал в чемпионате Венгрии. 21 августа в поединке против «Гонведа» Себастьян забил свой первый гол за МТК.